# Mormolyce phyllodes
Mormolyce phyllodes (denominado popularmente, em inglês, Javan fiddle beetle, fiddle beetle ou violin beetle; cuja tradução, para o português, é "besouro-rabeca" ou "besouro-violino") é um inseto da ordem Coleoptera e da família Carabidae; um besouro cujo habitat é endêmico às florestas tropicais da região indo-malaia (nas ilhas da Sonda ou arquipélago malaio), sendo classificado em 1825, junto com seu gênero, por Johann Jacob Hagenbach, que conseguiu seus espécimes-tipo em Java. Etimologicamente a denominação de seu descritor específico, phyllodes, provém de folha; significando "igual a uma folha".

## Descrição
De acordo com Hagenbach, seu catalogador, este inseto é tão peculiar na sua forma e estrutura que é difícil determinar o lugar que deve ocupar em um arranjo sistemático, chegando o autor a comparar, na época, sua estrutura de élitros com as asas dos Neuroptera. Ele ainda cita que a cabeça e o tórax são estreitos e alongados, e o último tem uma porção dilatada e serrilhada de cada lado. Sua coloração é castanho enegrecida e a porção dos élitros que se projeta para além do seu abdômen é muito larga e plana, um pouco ondulada em sua superfície e também translúcida. Podem atingir até 10 centímetros, da cabeça ao final dos élitros, mas alguns espécimes são muito pequenos, com apenas 3 centímetros. Eles são capazes de voar, suas antenas são filiformes e longas, quase iguais ao comprimento do corpo, e suas pernas são alongadas e esbeltas. Dentro do gênero Mormolyce, as suas cinco espécies são diferenciadas pelo formato de seu protórax e base dos élitros.

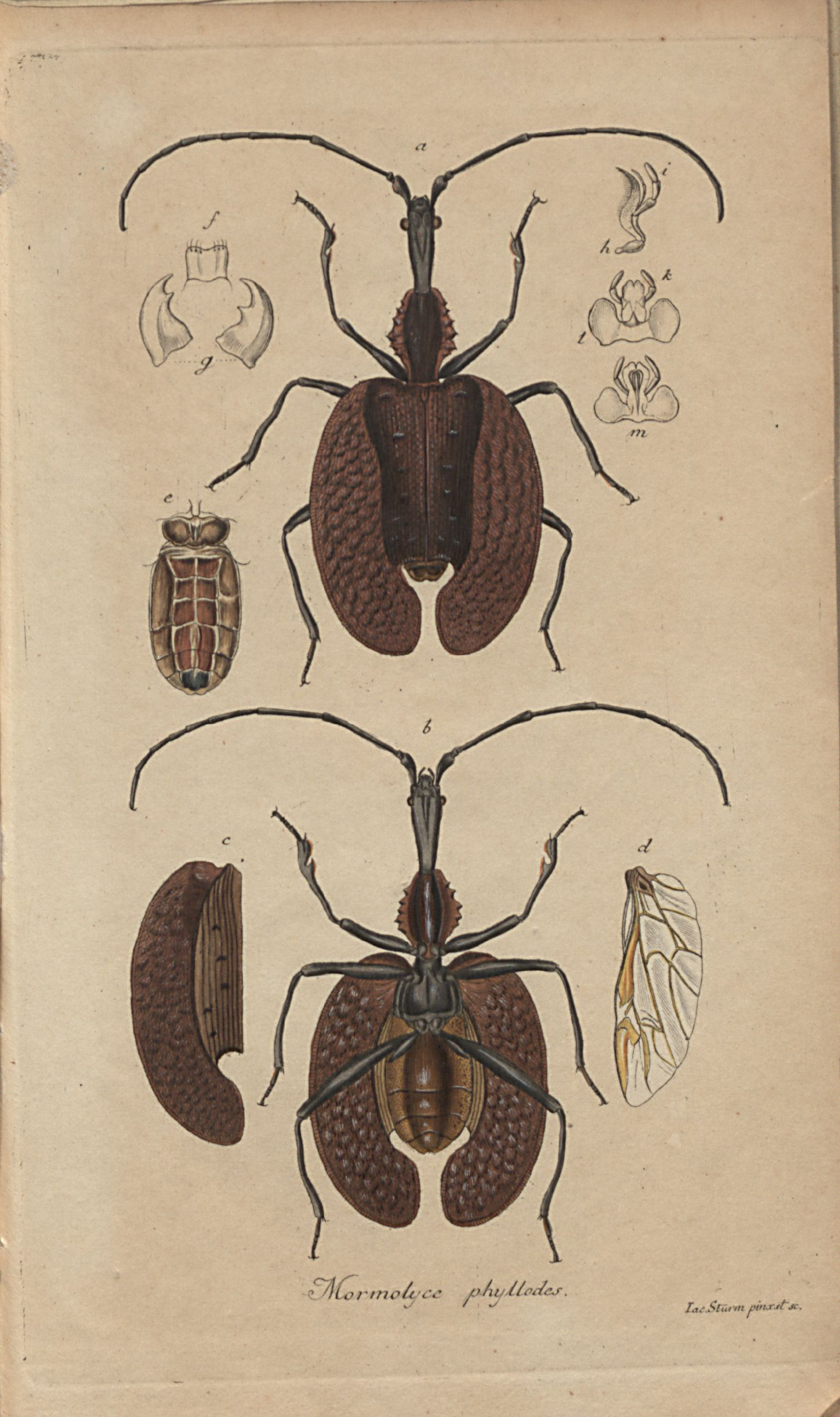
Ilustração de M. phyllodes por J. J. Hagenbach (1825), retirado do texto Mormolyce, Novum Coleopterorum Genus Descriptum.
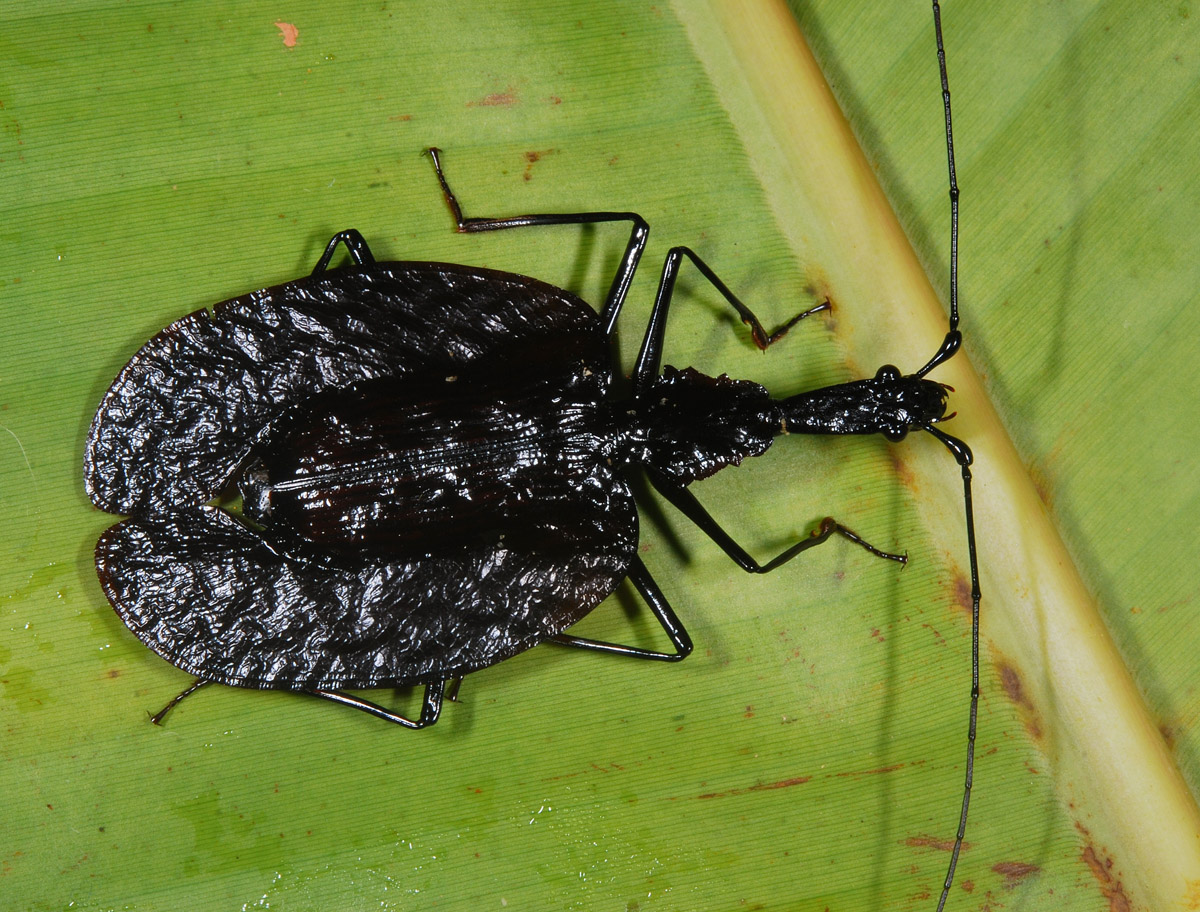
Fotografia de M. phyllodes no Parque Nacional de Endau Rompin, em Johor, Malásia.

## Subespécies
M. phyllodes possui três subespécies descritas:
- Mormolyce phyllodes phyllodes Hagenbach, 1825[13]
- Mormolyce phyllodes borneensis Gestro, 1875[14]
- Mormolyce phyllodes engeli Lieftinck & Wiebes, 1968[13]

## Hábitos
Estes insetos muitas vezes permanecem sob a casca de troncos de árvores, no solo, e possuem o corpo perfeitamente adaptado para isto, onde caminham à procura de outros insetos, lagartas e caracóis como alimento. Suas larvas ficam por oito a nove meses em câmaras que cavam em fungos Polyporus, que crescem em árvores mortas. A fêmea aparentemente põe um único ovo no fungo adequado para o seu desenvolvimento.

## Defesa
Se ameaçado, Mormolyce phyllodes é capaz de se defender projetando um líquido corrosivo por uma glândula anal, secretando um ácido oleoso e malcheiroso. Este líquido pode causar paralisia momentânea, mesmo em humanos, e é especialmente perigoso para os olhos.

## Conservação
A principal ameaça para esses insetos é a destruição do habitat. Mormolyce phyllodes foi incluído na Lista Vermelha da União Internacional para a Conservação da Natureza e dos Recursos Naturais, em 1990; mas em 1996 foi removido da lista. A forma incomum destes insetos os tornou muito populares, com colecionadores que os pegam e vendem. Em meados do século XIX um museu em Paris pagou 1.000 francos por um espécime. Os besouros adultos do gênero são retratados em selos de vários países, como Indonésia, Palau e Tailândia.